# Microsoft Office Project Web Access
Microsoft Office Project Web Access — веборієнтоване управління проєктами, яке забезпечує доступ користувачів до даних по проєктам і ресурсах, які зберігаються на сервері Project Server.

## Функціональні особливості
1. 1. Управління портфелем проєктів:

- В основі управління портфелем проєктів лежить механізм формування уявлень проєктної інформації через технологію Project Web Access.
- В системі закладені можливості з формування подань, на додаток до наявних в системі.
- Застосування механізму Аналізу проєктів в аналізаторі портфеля. Основою технології є використання функціональності сервера аналізу Analysis Services[en] входить до складу SQL Server. Фактично механізм полягає у формуванні моделі аналізу з включенням в неї необхідних проєктів. Таким чином вплив ініціації нових проєктів на портфель проєктів, визначається додаванням цих нових проєктів у вже існуючу модель, з подальшим консолідованим аналізом зміненого портфеля. Застосовувана технологія представлення даних Microsoft Office Web Components (зведені таблиці і діаграми).
- Управління міжпроєктної залежностями здійснюється методом зв'язування проєктів (ідеологія майстер- проєкту).

1. 2. Звітність:

У рішенні передбачено два види звітності виконавців:
- Звітність виконавців про виконання призначених ним робіт (методом введення фактичних даних — у відсотках або часу виконання) використовуючи технологію Project Web Access.
- Описово у вигляді звітів про стан справ по проєкту (ам).

Як основні звітів про проєкт (ах) використовується модуль формування друкованих звітів (функціональність Microsoft Office Project Професійний випуск 2003). На додаток до наявних, існує можливість формування своїх звітів, а також можливість експорту інформації в інші програми Microsoft Office (Excel, Access і ODBC середовища). Додатково передбачена можливість збереження у вигляді HTML сторінок.
1. 3. Створення та використання шаблонів проєктів:

- Використовується механізм створення шаблонів проєктів для подальшого формування нових проєктів.

1. 4. Управління ресурсами:

Рішення дозволяє супроводжувати два види ресурсів:
- індивідуальні (використовувані менеджером проєкту тільки в конкретному проєкті)
- корпоративні (супроводжуються ресурсним менеджером). Даний вид ресурсу може бути пов'язаний з обліковим записом користувача в структурі Активного Каталогу.

Розподіл та оптимізація трудових ресурсів на підставі їх кваліфікації, компетенцій, професійних навичок і резервів вільного часу здійснюється за допомогою майстра Заміни ресурсу (функціональність Microsoft Office Project Професійний випуск 2003).
Аналіз ресурсної завантаження по всьому портфелю проєктів може здійснюватися за допомогою Microsoft Office Project Професійний випуск 2003 (при роботі з сервером Project Server 2003 або за допомогою Аналізу проєктів в аналізаторі портфеля (технологія Project Web Access).
Дозвіл ресурсних конфліктів здійснюється майстром Вирівнювання завантаження ресурсів (функціональність Microsoft Office Project Професійний випуск 2003) в ручному або автоматичному режимі на основі критеріїв — тимчасові інтервали, пріоритети робіт (проєктів).
1. 5. Створення організаційної структури проєкту здійснюється методом опису кодів структури (у ієрархічному вигляді).

Надалі коди використовуються для надання інформації в різних уявленнях як основа фільтрів перегляду й груповання.
1. 6. Управління ризиками

Концептуально передбачено два механізми управління ризиками:
- введення оптимістичних і песимістичних оцінок тривалості робіт, з подальшим розрахунком середньозваженої оцінки тривалості (функціональність Microsoft Office Project Професійний випуск 2003).
- описовий механізм (функціональність Project Server 2003) з прив'язкою до робіт проєкту, іншим ризикам і подальшою можливістю впливу на поточну задачу (критичний механізм).

1. 7. Підтримка документообігу проєктів

Організація зберігання і обробки документів здійснюється на основі використання функціональності Windows SharePoint Services.
Основні можливості : управління версіями, вилучення та повернення документів, спільна робота над документами, оповіщення про зміни, прив'язка документів до конкретних завдань проєкту.
Механізм створення сховища документів реалізується за рахунок автоматичного створення сайту проєкту, при першій публікації проєкту на сервері, з використанням спеціального шаблону (Проєкт).
Необхідно відзначити, що існує можливість зміни створеного сайту методом додавання необхідних компонентів (форум, додаткові бібліотеки документів і посилань). Можливо також створення додаткових сайтів не пов'язаних з конкретними проєктами (база знань).
1. 8. Спільне використання та інтеграція

- Для інтеграції з іншими інформаційними системами, можливе створення додаткових модулів з використанням технології Project Data Service (PDS), за допомогою конекторів API[недоступне посилання з серпня 2019], Microsoft Visual Basic ® для додатків (VBA), а також за рахунок зміни об'єктної моделі.
- Інтеграція з Outlook дозволяє вирішити завдання розсилки електронною поштою повідомлень про поточні обсяги робіт, оновленні даних проєкту, звітів про стан.

1. 9. Підключення до даних проєктів через Інтернет:

- з використанням технології Project Web Access (захист на рівні протоколу HHTPS)
- з використанням VPN з'єднань для повноцінної роботи з додатком Microsoft Office Project Професійний випуск 2003.

1. 10. Безпека

Передбачено два види перевірки автентичності користувачів (аутентифікації) на сервері Project Server 2003:
- вбудована (сервер перевіряє ім'я і пароль)
- інтегрована (здійснюється засобами операційної системи Windows)

Для розмежування доступу до інформації що зберігається на сервері використовується багаторівневий механізм з використанням шаблонів безпеки, членством в групах і ролях, з можливістю створення додаткових правил.

## Керівництво по ролі керівника для Project Web Access
Залежно від організації та її підходу до управління проєктами один керівник може відповідати за весь портфель з десятків або навіть сотень проєктів, наприклад за проєкти цілого відділу чи області. Керівникам необхідно контролювати всі ці проєкти, щоб забезпечити відповідність виконуваної роботи стратегічним цілям організації.
У більш великих організаціях портфелем проєктів зазвичай керують керівники проєктів. Тим не менше, керівники організації зазвичай тісно співпрацюють з керівниками проєктів, забезпечуючи розуміння та виконання цілей організації і відповідність проєктів цим цілям.
У цій статті описані дії, доступні при наявності прав керівника, в Microsoft Office Project Web Access. Стаття включає загальний огляд Project Web Access з точки зору керівника.
Залежно від групи безпеки, до якої віднесено користувачі, вони можуть використовувати можливості Project Web Access з Project Web Access, Microsoft Office Project Professional 2007 або обох продуктів.

## Можливості, які надають права керівника
- Робота з домашньою сторінкою Project Web Access
- Робота з ресурсами
- Робота з проєктами та портфелями в центрі проєктів
- Аналіз даних і створення звітів
- Спільна робота з іншими користувачами в організації
- Отримання рад з розгортання, доступ до блогів та іншим інтерактивним відомостями

## Робота з домашньою сторінкою Project Web Access
Домашня сторінка Project Web Access є основною точкою входу для користувачів, які працюють з даними, збереженими в базі даних Microsoft Office Project Server 2007. При вході користувача в Project Web Access відображаються елементи, що очікують обробки, які, можливо, вимагають виконання тієї або іншої дії (наприклад, поновлення завдань, що вимагають затвердження), а також елементи, які були змінені з моменту останнього входу користувача. З домашньої сторінки можна отримати доступ до ряду функцій Project Web Access, включаючи сторінки «Завдання», «Центр проєктів», «Центр ресурсів», «Оновлення», "Звіти про стан", "Документи", "Питання" і "Ризики".

## Примітка
Вміст домашньої сторінки Project Web Access визначається можливостями, доступними на сервері, роллю користувача, дозволами, призначеними користувачеві, категорією безпеки, до якої належить користувач (включаючи проєкти та подання, призначені цій категорії безпеки), а також налаштуванням домашньої сторінки.